# Costa da Caparica
Costa da Caparica é uma cidade portuguesa sede da Freguesia de Costa da Caparica do Município de Almada,  freguesia com 10,18 km² de área e 13 968 habitantes (censo de 2021)., tendo, por isso, uma densidade populacional de 1 372,1 hab./km².
A freguesia foi criada pelo Decreto-Lei nº 37.301, de 12/12/1949, com lugares da freguesia da Trafaria.
A vila de Costa da Caparica foi elevada à categoria de cidade em 9 de dezembro de 2004.
Foi a única freguesia do município de Almada que não sofreu qualquer modificação aquando da reorganização administrativa nacional das freguesias que teve lugar em 2013.

## Demografia
A população registada nos Censos, ao longo dos anos, foi:
| Ano  | 0-14 Anos | 15-24 Anos | 25-64 Anos | > 65 Anos |
| 2001 | 1684      | 1769       | 6497       | 1758      |
| 2011 | 1846      | 1307       | 7646       | 2619      |
| 2021 | 1731      | 1190       | 7565       | 3482      |

## Turismo

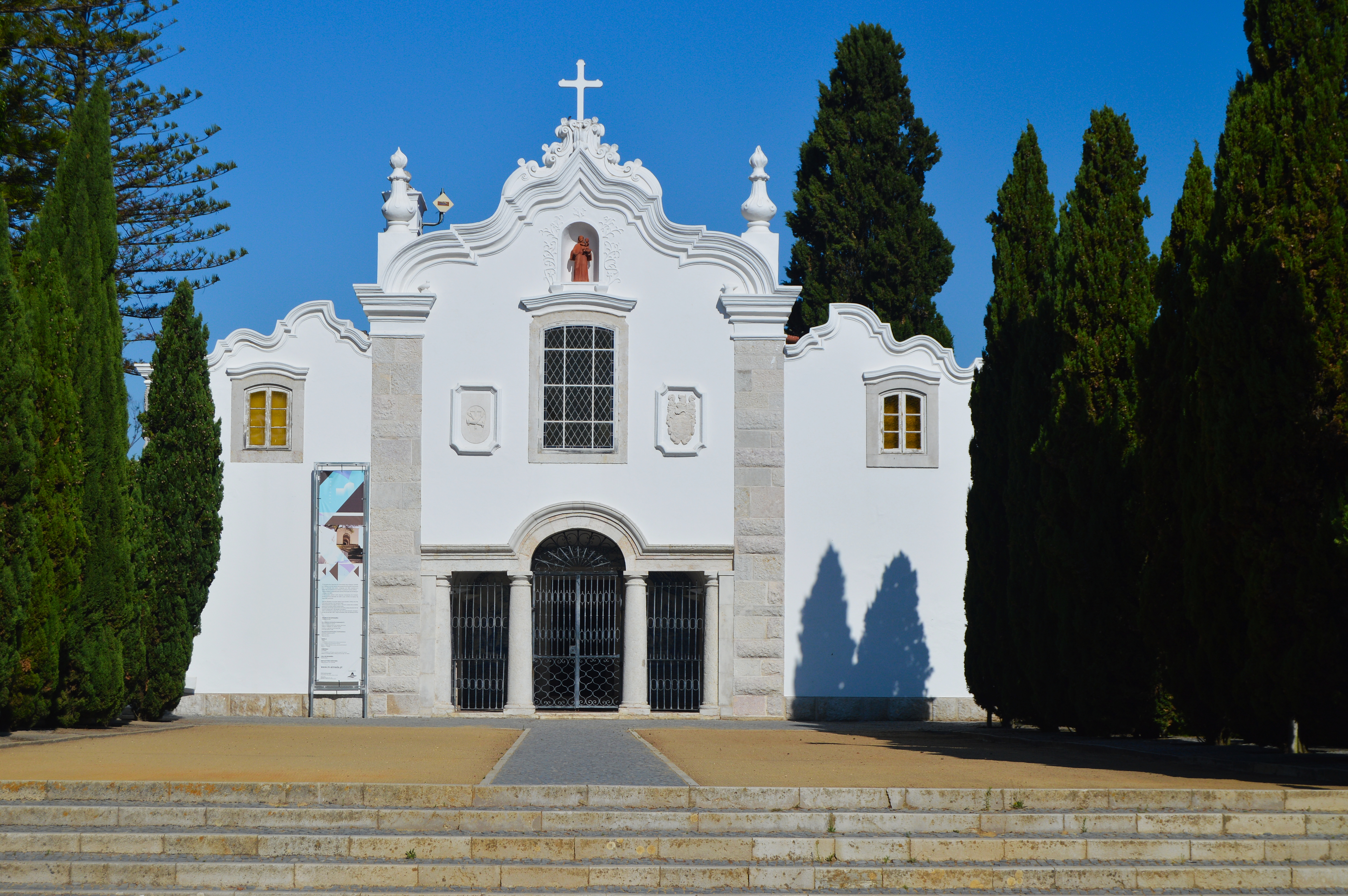
O Convento dos Capuchos é um dos principais pontos turísticos.